# Tetraloniella fasciatella
Tetraloniella fasciatella là một loài Hymenoptera trong họ Apidae. Loài này được LaBerge mô tả khoa học năm 1970.